# Braunkohlenhochtemperaturkoks
Braunkohlenhochtemperaturkoks (BHT-Koks) ist ein stark kohlenstoffhaltiger Brennstoff, der aus Braunkohle durch Wärmeeinwirkung unter Sauerstoffabschluss (Pyrolyse) erzeugt wird.

## Geschichte
Da die ostdeutsche Industrie nach dem Zweiten Weltkrieg dringend Koks benötigte und die für die Herstellung traditionell verwendete Steinkohle zum Großteil im Westen Deutschlands (bzw. im nunmehr vollständig polnischen Oberschlesien) lagerte, begannen 1949 die beiden Verfahrenstechniker Erich Rammler und Georg Bilkenroth mit der Erforschung und Entwicklung eines hüttenfähigen Braunkohlenhochtemperaturkokses. Dieser kann zur Eisenerzeugung, in der Buntmetallurgie und zur Karbiderzeugung verwendet werden.
Die beiden Wissenschaftler der Bergakademie Freiberg konzentrierten ihre Forschungen auf die Niederlausitzer Braunkohle und konnten 1952 schließlich ein Patent zur Braunkohlenhochtemperaturvergasung anmelden.
Der Koks wurde in unterschiedlichen Körnungen bis zur Brikett-Form hergestellt.

## Anlagen zur Herstellung
Hergestellt wurde der Braunkohlenhochtemperaturkoks ab 1952 in der Großkokerei VEB Braunkohleveredelung Lauchhammer und (ab 1969) auch in der Kokerei im VEB Gaskombinat Schwarze Pumpe. Nebenprodukte der Braunkohleverkokung sind Teer, Mittelöl und Leichtöl sowie hochwertiges Kokereigas.

## Jubiläumsfeier nach 50 Jahren
Für den 14. Juni 2002 wurden ehemalige Mitarbeiter und Kooperationsfachleute aus Anlass des 50. Jahrestages des Ersten Koks-Abstichs nach Lauchhammer eingeladen, worüber die „Zeitschrift der Lausitzer und Mitteldeutschen Bergbau-Verwaltungsgesellschaft mbH“ in ihrer Zeitschrift LBMV konkret 4/2002, S. 7 berichtete.